# Izraelské velvyslanectví v Praze
Izraelské velvyslanectví v Praze (hebrejsky שגרירות ישראל בצ'כיה) je zastupitelský úřad Izraele v České republice. Sídlí ve vilovém objektu tzv. Neuhauserovy vily na rohu ulic Badeniho a Chotkova na Letné v Praze. Od 17. srpna 2021 je izraelskou velvyslankyní v Česku Anna Azari.

## Historie
Sídelní Neuhauserova vila v blízkosti Letenských sadů byla dokončena roku 1902 podle návrhu architekta Miroslava Stöhra.
Vzájemné diplomatické styky mezi tehdejším Československem a Izraelem byly navázány již po získání samostatnosti židovského státu roku 1948. ČSR Izrael významně politicky, finančně i vojensky podporovala, stejně jako tak činil Sovětský svaz a státy Východního bloku, zklamání očekávání zdejších komunistických režimů z podpory Izraele však brzy vedlo k zásadní změně jejich postoje a přerušení diplomatických styků. Ty byly následně obnoveny krátce po Sametové revoluci v ČSSR rou 1989. V létě 1990 bylo zřízeno izraelské velvyslanectví v Praze a stejně tak československý zastupitelský úřad v Izraeli, reciproční návštěva Chajima Herzoga v Československu se uskutečnila následující rok. Kontinuita bilaterálních vztahů byla zachována i po vzniku České republiky roku 1993.
Objekt situovaný v blízkosti několika set metrů od Pražského hradu, Strakovy akademie či Kramářovy vily podléhá přísným bezpečnostním opatřením a je nepřetržitě střežen hlídkou Policie ČR. V blízké vilové čtvrti pokračující ve směru do Bubenče nachází řada dalších zahraničních ambasád.